# Koksetna River
Der Koksetna River ist ein linker Nebenfluss des Chulitna River im Südwesten des US-Bundesstaats Alaska.

## Flusslauf
Der 80 Kilometer lange Koksetna River entspringt in den westlichen Neacola Mountains auf einer Höhe von 900 m. Das Quellgebiet befindet sich 30 Kilometer nordwestlich des Lake Clark. Der vom  Little Mulchatna River durchflossene Fishtrap Lake befindet sich 12 Kilometer weiter östlich. Der Koksetna River fließt anfangs in südwestlicher Richtung. Auf halber Strecke wendet er sich nach Süden und später nach Südosten. Er mündet in den nach Osten strömenden Chulitna River.
Der Koksetna River entwässert ein Areal von 971 km². 